# 锡尼奇内
锡尼奇内（烏克蘭語：Синичине），是烏克蘭東部哈爾科夫州伊久姆區伊久姆市镇内的村落。面積0.59平方公里，海拔高度81米，2001年人口102，人口密度每平方公里173.2人。